# Konishi Yukinaga
Konishi Yukinaga (小西 行長?; 1555 – Kyoto, 6 novembre 1600) è stato un militare giapponese cristiano, daimyō sotto Toyotomi Hideyoshi.

## Biografia
Yukinaga era figlio di un ricco mercante, o forse di uno speziale, chiamato Ryusa Konishi, di Sakai. Entrambi i genitori erano cristiani, battezzati coi nomi di Gioacchino e Maddalena. Era il secondogenito della coppia e il suo nome d'infanzia pare fosse Yakuro.
Nel 1581 a ventisei anni si fece battezzare col nome di Agostino e l'anno seguente, nel 1582, entrò al servizio della famiglia Ukita. Durante la campagna per la conquista del Kyūshū nel 1587, Hideyoshi lo notò per le capacità di comando e, dopo che Yukinaga costrinse alla resa la provincia di Higo, lo ricompensò con un lauto feudo in quella zona per un ammontare di 240000 koku, e il castello di Udo. L'altra metà di Higo fu affidata a Kato Kyomasa, fervente buddista Nichiren, e fra i due non corse mai buon sangue.
Nonostante si opponesse all'invasione giapponese della Corea, fu nominato comandante della spedizione assieme al suo rivale Kato Kyomasa. Svolse un ruolo importante nella conquista di Seul, di Pusan e nella difesa di Pyongyang. Nel 1595 cercò di intraprendere, assieme a Ishida Mitsunari, una trattativa di pace con l'impero cinese, che era intervenuto nella guerra a fianco della Corea. L'indifferenza di Hideyoshi fece tuttavia fallire i negoziati e Yukinaga si imbarcò per la seconda spedizione coreana nel 1597.
Nel 1598, alla morte di Toyotomi Hideyoshi, Yukinaga si fece sempre più vicino ai lealisti dei Toyotomi e nella primavera del 1600, allo scoppio della guerra, palesò la sua alleanza a Ishida, essendo anche uno dei suoi più fidati amici. Yukinaga assistette alla disfatta di Sekigahara, e alla fine della giornata cercò di fuggire sul monte Ibuki, ma fu consegnato alle forze di Tokugawa Ieyasu dagli abitanti del villaggio in cui aveva cercato rifugio.
Portato a Kyoto, gli fu offerta la possibilità di fare seppuku, ma essendo cristiano rifiutò. Fu decapitato il 6 novembre 1600, subito dopo Ishida Mitsunari, e morì pregando.